# Hoosh
Hoosh (též hooch) je kaše populární mezi polárníky v Antarktidě. Skládá se z pemikanu (směsi sušeného masa, tuku a cereálií), případně jiného masa, dále ze sušenek (často ze sledging biscuits) a vody (často získávané ze sněhu).
Hoosh se podával na antarktických expedicích již na začátku 20. století, na své expedici pokrm měl například Robert Falcon Scott (1910–1913) nebo Ernest Henry Shackleton (1914–1916).